# ゲイリー・セントクレア
ゲイリー・セントクレア（Gairy St Clair, 1975年2月2日 - ）は、オーストラリアの男子プロボクサー。元IBF世界スーパーフェザー級王者。
ガイアナのジョージタウン出身で、現在はオーストラリアのニューサウスウェールズ州サザランドに在住、同じく活動拠点がある。
南アフリカ共和国のボクサーとは数多くの勝負を行っており、マルコム・クラッセンとカシウス・バロイの好敵手としても知られている。
KO負けが一つしかないタフが売りな技巧派。

## 来歴
セントクレアは1994年10月16日、ジョージタウンでデビューを果たし、4回判定勝ちの白星でデビューを飾った。
1996年8月16日、セントクレアは初の海外試合にアメリカ合衆国のリングに登場。ニューヨークヨンカーズ・レースウエイでライオネル・オードンと対戦し6回判定勝ちでアメリカデビューを飾った。
1998年12月18日、後の世界2階級制覇王者ディエゴ・コラレスと対戦し12回0-3の判定負けでキャリア初黒星。
1999年2月19日、ガイアナスーパーフェザー級王者ビンセント・ハワードと対戦し12回判定勝ちで王座獲得に成功した。
2001年8月3日、セントクレアはガイアナから国籍をオーストラリアに変更しての初戦でセブア・メンドシノと対戦し6回判定勝ちでオーストラリアデビューを飾った。
2002年4月19日、シドニーのラ・モンテージ・ファンクション・センターでIBFパンパシフィックスーパーフェザー級王座決定戦をジェームス・スワンと行い、12回TKO勝ちで王座獲得に成功した。
2004年7月17日、バート・アバポとWBFインターナショナルスーパーフェザー級王座決定戦を行い、6回2分0秒KO勝ちで王座獲得に成功した。
2004年8月27日、WBOインターコンチネンタルスーパーフェザー級王座決定戦をデチョ・ゴーキャットジムと行い12回3-0の判定勝ちで王座獲得に成功した。
2004年10月1日、テェオフィリウス・クアイェと対戦し11回2分25秒相手陣営のタオル投入のストップで初防衛に成功した。
2005年2月24日、シャミール・レイエスと対戦し12回44秒TKO勝ちで2度目の防衛に成功した。
2006年7月29日、世界初挑戦を南アフリカ共和国ケンプトンパークのエンペラーズ・パレスでIBF・IBO世界スーパーフェザー級王者カシウス・バロイに挑戦し、12回3-0(116-112、115-113、115-114)の判定勝ちでホームのバロイの圧倒的優位の下馬評を覆し王座獲得に成功した。
2006年11月4日、マルコム・クラッセンと対戦し12回1-2(115-113、111-117、112-118)の判定負けで初防衛に失敗し王座から陥落した。
2007年11月12日、カシウス・バロイとIBF世界スーパーフェザー級王者ムゾンケ・ファナへの挑戦権を賭けて対戦し12回0-3(2者が112-116、108-120)の判定負けで1年前のリベンジを許しファナへの挑戦権獲得に失敗した。
2008年2月2日、イギリスロンドンのエクセル展覧会センターでコモンウェルスイギリス連邦ライト級王者で後のスーパーライト級統一世界王者アミール・カーンと対戦し12回0-3(3者とも108-120)の大差判定負けで完封で王座獲得に失敗した。
2008年11月14日、WBF世界ライト級王者ムルンギシ・ディラミニと対戦し12回0-3の判定負けで王座獲得に失敗した。
2009年3月11日、17戦全勝のIBFパンパシフィックパンパシフィックスーパーライト級王者レオナルド・ザッパヴィンガと対戦し12回0-3の判定負けで王座獲得に失敗した。
2009年4月26日、IBFオーストラリアフェザー級王座決定戦をウガンダ出身で後にジョニー・ゴンサレスとIBO世界フェザー級王座を争うジャクソン・アシクと対戦し2回と9回にダウンを奪われ最後はレフェリーがそのまま試合をストップ。キャリア初のKO負けとなる9回2分2秒TKO負けで王座獲得に失敗した。
2011年3月25日、WBAパンアフリカンスーパーウェルター級王座決定戦をライアン・ウォルタースと行い、12回0-3の判定負けで王座獲得に失敗した。
2012年8月10日、WBF世界ウェルター級王座決定戦並びにIBFパンパシフィックウェルター級王座決定戦を元IBF世界スーパーライト級王者ラブモア・ヌドゥと行い、12回0-3の判定負けで王座獲得に失敗した。
2013年6月29日、ロベルト・オリャンと対戦。前回は判定で快勝していて今回が2度目の対戦。10回3-0の判定勝ちで完封で文句なしの決着を付けた。

## 獲得タイトル
- ガイアナスーパーフェザー級王座
- WBFインターナショナルスーパーフェザー級王座
- WBOインターコンチネンタルスーパーフェザー級王座
- IBFパンパシフィックスーパーフェザー級王座
- IBO世界スーパーフェザー級王座
- 第21代IBF世界スーパーフェザー級王座（防衛0度）